# دیز (خورش رستم)
دیز یک روستا در ایران است که در بخش خورش رستم شهرستان خلخال در استان اردبیل واقع شده‌است. دیز ۲۱۲ نفر جمعیت دارد.

## جمعیت
این روستا در دهستان خورش رستم شمالی قرار دارد و براساس سرشماری مرکز آمار ایران در سال ۱۳۸۵، جمعیت آن ۲۱۲ نفر (۵۴ خانوار) بوده‌است.